# Železniška postaja Podgorje
Železniška postaja Podgorje je ena izmed železniških postaj v Sloveniji, ki oskrbuje bližnje naselje Podgorje.